# Spectrobasis conferens
Spectrobasis conferens är en fjärilsart som beskrevs av Louis Beethoven Prout 1940. Spectrobasis conferens ingår i släktet Spectrobasis och familjen mätare. Inga underarter finns listade i Catalogue of Life.